# Винек, Владимир
Вла́димир Ви́нек (хорв. Vladimir Vinek; 3 декабря 1897, Кашина (Аграм), Королевство Хорватия и Славония, Австро-Венгрия — 1945, Лепоглава) — югославский хорватский футболист, нападающий. Участник Олимпиады 1924 года.

## Карьера

### Клубная
Всю свою игровую карьеру, с 1919 по 1926 год, провёл в загребском клубе ХАШК, однако по другим данным, выступал в составе загребской «Конкордии».

### В сборной
В составе главной национальной сборной Королевства СХС дебютировал 8 июня 1922 года в проходившем в Белграде товарищеском матче со сборной Румынии, встречу его команда проиграла со счётом 1:2, а последний раз сыграл за сборную в её единственном матче на Олимпиаде 1924 года, где его команда уступила будущим победителям этого розыгрыша сборной Уругвая со счётом 0:7. Первый мяч забил 1 октября 1922 года на 35-й минуте проходившего в Загребе товарищеского матча со сборной Польши, однако, встречу его команда всё равно проиграла со счётом 1:3, а последний раз отличился 10 июня 1923 года в проходившем в Бухаресте товарищеском матче со сборной Румынии, на этот раз Владимир оформил дубль, забив на 23-й и 39-й минутах матча, принеся, тем самым, итоговую победу своей команде со счётом 2:1. Всего провёл за главную сборную страны 6 матчей, в которых забил 3 мяча в ворота соперников.

## После карьеры
Умер Владимир Винек в 1945 году в Лепоглаве.